# Liste der Bürgermeister von Québec
Diese Liste enthält die Bürgermeister von Québec, der Hauptstadt der kanadischen Provinz Québec.
| #   | Bild | Name                                         | Amtszeit                                                        | Lebensdaten | Partei                                                                       |
| --- | ---- | -------------------------------------------- | --------------------------------------------------------------- | ----------- | ---------------------------------------------------------------------------- |
| 01. |      | Elzéar Bédard                                | 1. Mai 1833 – 31. März 1834                                     | 1799–1849   |                                                                              |
| 02. |      | René-Édouard Caron                           | 31. März 1834 – 9. April 1836 15. August 1840 – 9. Februar 1846 | 1800–1876   |                                                                              |
| 03. |      | George Okill Stuart                          | 9. Februar 1846 – 11. Februar 1850                              | 1807–1884   |                                                                              |
| 04. |      | Narcisse-Fortunat Belleau                    | 11. Februar 1850 – 14. Februar 1853                             | 1808–1894   |                                                                              |
| 05. |      | Ulric-Joseph Tessier                         | 14. Februar 1853 – 13. Februar 1854                             | 1817–1892   |                                                                              |
| 06. |      | Charles Joseph Alleyn                        | 13. Februar 1854 – 12. Februar 1855                             | 1817–1890   |                                                                              |
| 07. |      | Joseph Morrin (1. Amtszeit)                  | 12. Februar 1855 – 22. Januar 1856                              | 1794–1862   |                                                                              |
| 08. |      | Olivier Robitaille                           | 22. Januar 1856 – 19. Januar 1857                               | 1811–1896   |                                                                              |
|     |      | Joseph Morrin (2. Amtszeit)                  | 19. Januar 1857 – 18. Januar 1858                               | 1794–1862   |                                                                              |
| 10. |      | Hector-Louis Langevin                        | 19. Januar 1858 – 22. Januar 1861                               | 1826–1906   |                                                                              |
| 11. |      | Thomas Pope                                  | 22. Januar 1861 – 29. Januar 1863                               | ?           |                                                                              |
| 12. |      | Adolphe Guillet dit Tourangeau (1. Amtszeit) | 3. Juli 1863 – 12. Januar 1866                                  | 1831–1894   |                                                                              |
| 13. |      | Joseph-Édouard Cauchon                       | 12. Januar 1866 – 10. Januar 1868                               | 1816–1885   |                                                                              |
| 14. |      | John Lemesurier                              | 10. Januar 1868 – 12. November 1869                             | 1826–1891   |                                                                              |
| 15. |      | William Hossak                               | 12. November 1869 – 7. Januar 1870                              | 1814–1896   |                                                                              |
|     |      | Adolphe Guillet dit Tourangeau (2. Amtszeit) | 7. Januar 1870 – 2. Mai 1870                                    | 1831–1894   |                                                                              |
| 16. |      | Pierre Garneau                               | 2. Mai 1870 – 4. Mai 1874                                       | 1823–1905   |                                                                              |
| 17. |      | Owen Murphy                                  | 4. Mai 1874 – 6. Mai 1878                                       | 1827–1895   |                                                                              |
| 18. |      | Robert Chambers                              | 6. Mai 1878 – 3. Mai 1880                                       | 1834–1886   |                                                                              |
| 19. |      | Jean-Docile Brousseau                        | 3. Mai 1880 – 1. Mai 1882                                       | 1825–1908   |                                                                              |
| 20. |      | François Langelier                           | 1. Mai 1882 – 1. März 1890                                      | 1838–1915   |                                                                              |
| 21. |      | Jules-Joseph-Taschereau Frémont              | 1. März 1890 – 2. April 1894                                    | 1855–1902   |                                                                              |
| 22. |      | Simon-Napoléon Parent                        | 2. April 1894 – 12. Januar 1906                                 | 1855–1920   |                                                                              |
| 23. |      | Georges Tanguay                              | 12. Januar 1906 – 1. März 1906                                  | 1856–1913   |                                                                              |
| 24. |      | Jean-Georges Garneau                         | 1. März 1906 – 1. März 1910                                     | 1864–1944   |                                                                              |
| 25. |      | Olivier-Napoléon Drouin                      | 1. März 1910 – 1. März 1916                                     | 1862–1934   |                                                                              |
| 26. |      | Henri-Edgar Lavigueur (1. Amtszeit)          | 1. März 1916 – 20. Februar 1920                                 | 1867–1943   |                                                                              |
| 27. |      | Joseph-Octave Samson                         | 1. März 1920 – 1. März 1926                                     | 1862–1945   |                                                                              |
| 28. |      | Valmont Martin                               | 1. März 1926 – 7. Dezember 1927                                 | 1875–1935   |                                                                              |
| 29. |      | Télesphore Simard                            | 7. Dezember 1927 – 1. März 1928                                 | 1878–1955   |                                                                              |
| 30. |      | Joseph-Oscar Auger                           | 1. März 1928 – 1. März 1930                                     | 1873–1942   |                                                                              |
|     |      | Henri-Edgar Lavigueur (2. Amtszeit)          | 1. März 1930 – 26. Januar 1934                                  | 1867–1943   |                                                                              |
| 31. |      | Joseph-Ernest Grégoire                       | 1. März 1934 – 1. März 1938                                     | 1886–1980   |                                                                              |
| 32. |      | Lucien-Hubert Borne                          | 1. März 1938 – 17. November 1953                                | 1884–1954   |                                                                              |
| 33. |      | Wilfrid Hamel                                | 15. Dezember 1953 – 1. Dezember 1965                            | 1895–1968   |                                                                              |
| 34. |      | Gilles Lamontagne                            | 1. Dezember 1965 – 1. Dezember 1977                             | 1919–2016   | Progrès civique de Québec                                                    |
| 35. |      | Jean Pelletier                               | 1. Dezember 1977 – 5. November 1989                             | 1935–2009   | Progrès civique de Québec                                                    |
| 36. |      | Jean-Paul L’Allier                           | 5. November 1989 – 1. Januar 2006                               | 1938–       | Rassemblement populaire (bis 2001) Renouveau municipal de Québec (nach 2006) |
| 37. |      | Andrée Boucher                               | 6. November 2005 – 24. August 2007                              | 1937–2007   | unabhängig                                                                   |
| 38. |      | Jacques Joli-Cœur                            | 24. August 2007 – 8. Dezember 2007                              | 1940–       | Renouveau municipal de Québec                                                |
| 39. |      | Régis Labeaume                               | 8. Dezember 2007 – 7. November 2021                             | 1956–       | unabhängig (bis 2007) Équipe Lebeaume (nach 2007)                            |
| 40. |      | Bruno Marchand                               | 14. November 2021 -                                             | 1972-       | Québec forte et fière                                                        |